# Har Mesarvim
Har Mesarvim (hebrejsky: הר מסרבים) je hora o nadmořské výšce 656 metrů v Izraeli, v Horní Galileji.
Leží západně od města Safed, od kterého je oddělena kaňonem vádí Nachal Amud, do kterého podél severní strany hory ústí údolí vádí Nachal Meron. Na východní straně plynule navazuje na masiv Har Meron. Na jižních svazích začíná prudce zahloubené vádí Nachal Šamaj a poblíž něj vesnice Kfar Šamaj. Má podobu pozvolně se zvedajícího masivu s většinou zalesněnými svahy. Východně od vlastního kopce probíhá lokální silnice 866. Stojí tu při ní objekt bývalé britské policejní stanice, která tu vyrostla v 30. letech 20. století v době mandátní Palestiny pro ochranu nedalekého zdroje pitné vody v lokalitě עין טינה - Ejn Tina.